# Rice Lake (Minnesota)
Rice Lake – jednostka osadnicza w Stanach Zjednoczonych, w stanie Minnesota, w hrabstwie Clearwater.